# باسیتراسین
باسیتراسین (انگلیسی: Bacitracin) مخلوطی از پپتیدهای حلقوی است که به عنوان یک داروی ضد باکتری به صورت پماد موضعی مورد مصرف قرار می‌گیرد. این دارو نخستین بار در سال ۱۹۴۳ و از باکتری باسیلوس سوبتیلیس استخراج شد. به دلیل عوارض کلیوی بالای این دارو، فقط به صورت موضعی تجویز می‌شود. پماد موضعی این دارو اغلب به صورت ترکیب با پلی میکسین یا نئومایسین و با دوز ۵۰۰ واحد در گرم تولید می‌شود.

## کارکرد
این پپتیدها با تداخل در دیواره سلول و سنتز پپتیدوگلیکان، کارکرد باکتری‌های گرم مثبت را مختل می‌کنند.
آنتی‌بیوتیک‌هایی مانند باسیتراسین به عنوان محرک‌های پوستی عمل می‌کنند و ممکن است در زخم‌های استریل در غیر این صورت باعث کند شدن روند ترمیم شوند.